# Сьрем
Сьрем (пол. Śrem) — город в Польше, входит в Великопольское воеводство, Сьремский повят. Имеет статус городско-сельской гмины. Занимает площадь 12,38 км². Население 29 845 человек (на 2017 год).

## Известные уроженцы, жители
Немоевский, Юзеф (1769—1839) — бригадный генерал армии Варшавского герцогства, генерал-майор Познанского воеводства во время восстания Костюшко.

## Фотографии
- Башня
- Костёл
- Костёл